# Chengdu Open
Chengdu Open – męski turniej tenisowy kategorii ATP Tour 250 zaliczany do cyklu ATP Tour, rozgrywany na twardych kortach w chińskim Chengdu w sezonach 2016–2019.

## Mecze finałowe

### Gra pojedyncza mężczyzn
| Rok        | Zwycięzca           | Finalista            | Wynik               |
| 2024       | Shang Juncheng      | Lorenzo Musetti      | 7:6(4), 6:1         |
| 2023       | Alexander Zverev    | Roman Safiullin      | 6:7(2), 7:6(5), 6:3 |
| 2022– 2020 | Nie rozgrywany      | Nie rozgrywany       | Nie rozgrywany      |
| 2019       | Pablo Carreño-Busta | Aleksandr Bublik     | 6:7(5), 6:4, 7:6(3) |
| 2018       | Bernard Tomic       | Fabio Fognini        | 6:1, 3:6, 7:6(7)    |
| 2017       | Denis Istomin       | Markos Pagdatis      | 3:2 krecz           |
| 2016       | Karen Chaczanow     | Albert Ramos-Viñolas | 6:7(4), 7:6(3), 6:3 |

### Gra podwójna mężczyzn
| Rok        | Zwycięzcy                           | Finaliści                               | Wynik             |
| 2024       | Sadio Doumbia Fabien Reboul         | Yuki Bhambri Albano Olivetti            | 4:6, 6:4, 10–4    |
| 2023       | Sadio Doumbia Fabien Reboul         | Francisco Cabral Rafael Matos           | 4:6, 7:5, 10–7    |
| 2022– 2020 | Nie rozgrywany                      | Nie rozgrywany                          | Nie rozgrywany    |
| 2019       | Nikola Ćaćić Dušan Lajović          | Jonatan Erlich Fabrice Martin           | 7:6(9), 3:6, 10–3 |
| 2018       | Ivan Dodig Mate Pavić               | Austin Krajicek Jeevan Nedunchezhiyan   | 6:2, 6:4          |
| 2017       | Jonatan Erlich Aisam-ul-Haq Qureshi | Marcus Daniell Marcelo Demoliner        | 6:3, 7:6(3)       |
| 2016       | Raven Klaasen Rajeev Ram            | Pablo Carreño-Busta Mariusz Fyrstenberg | 7:6(2), 7:5       |